# Alstonia penangiana
Espèce
Statut de conservation UICN

 VU D2 : Vulnérable
Alstonia penangiana est une espèce de plantes de la famille des Apocynaceae.

## Publication originale
- Blumea, Supplement 11: 162. 1998.